# Halina Beyer
Halina Beyer, coniugata Gruszczyńska (Poznań, 7 gennaio 1934 – Varsavia, 29 novembre 2014), è stata una cestista polacca.

## Carriera
Con la Polonia ha disputato tre edizioni dei Campionati europei (1952, 1956, 1958) e i Campionati mondiali del 1959.